# Вали до Акри (мезорегион)
Мезорегион Вали ду Акри е административно-статистически мезорегион в Бразилия — един от двата мезорегиона на щата Акри (другият е Вали до Журуа). Населението на Вали ду Акри към 2009 г. е 490 100 души, а територията му — 77 615.971 km2. Средната гъстота на населението в мезорегиона е 6.3 д./km2.
Територията на Вали ду Акри е присъединена към Бразилия с договора от Петрополис от 17 ноември 1903 г., подписан между Бразилия и Боливия.

## Микрорегиони
Мезорегионът Вали ду Акри се състои от три микрорегиона:
| Микрорегион                                             | Площ (km²) | Население към 2009 | БВП (R$ 1.000,00) за 2007 |
| ------------------------------------------------------- | ---------- | ------------------ | ------------------------- |
| Бразилея                                                | 14.120     | 55.203             | 416.758                   |
| Риу Бранку                                              | 22.847     | 386.868            | 3.874.717                 |
| Сена Мадурейра                                          | 40.646     | 48.029             | 338.600                   |
| Микрорегионите на мезорегион Вали ду Акри, според IBGE. |            |                    |                           |